# ماركو تشوبريلو
ماركو تشوبريلو مواليد 3 مايو 1998 في نوفي ساد، صربيا والجبل الأسود، هو لاعب كرة قدم بوسني يلعب مع نادي دومجاله كمدافع.

## المسيرة الاحترافية

### أندية لعب لها
- نادي بارتيزان
- نادي دومجاله

## روابط خارجية
- ماركو تشوبريلو على موقع قاعدة بيانات كرة القدم.إي يو (الإنجليزية)
- ماركو تشوبريلو على موقع Soccerway.com (الإنجليزية)